# 第三世多杰羌佛文化藝術館
第三世多杰羌佛文化藝術館（英語：H.H. Dorje Chang Buddha III Cultural and Art Museum），位於美國洛杉磯柯汶納市，其主體建築是一座已有116年歷史的著名古典建築，主要典藏展示H.H.第三世多杰羌佛所獨創的藝術作品，包含：中國水墨畫、西洋油畫、韻雕、書法、金石篆刻、詩詞歌賦及彩繪瓷磚等文化藝術精品。

## 歷史

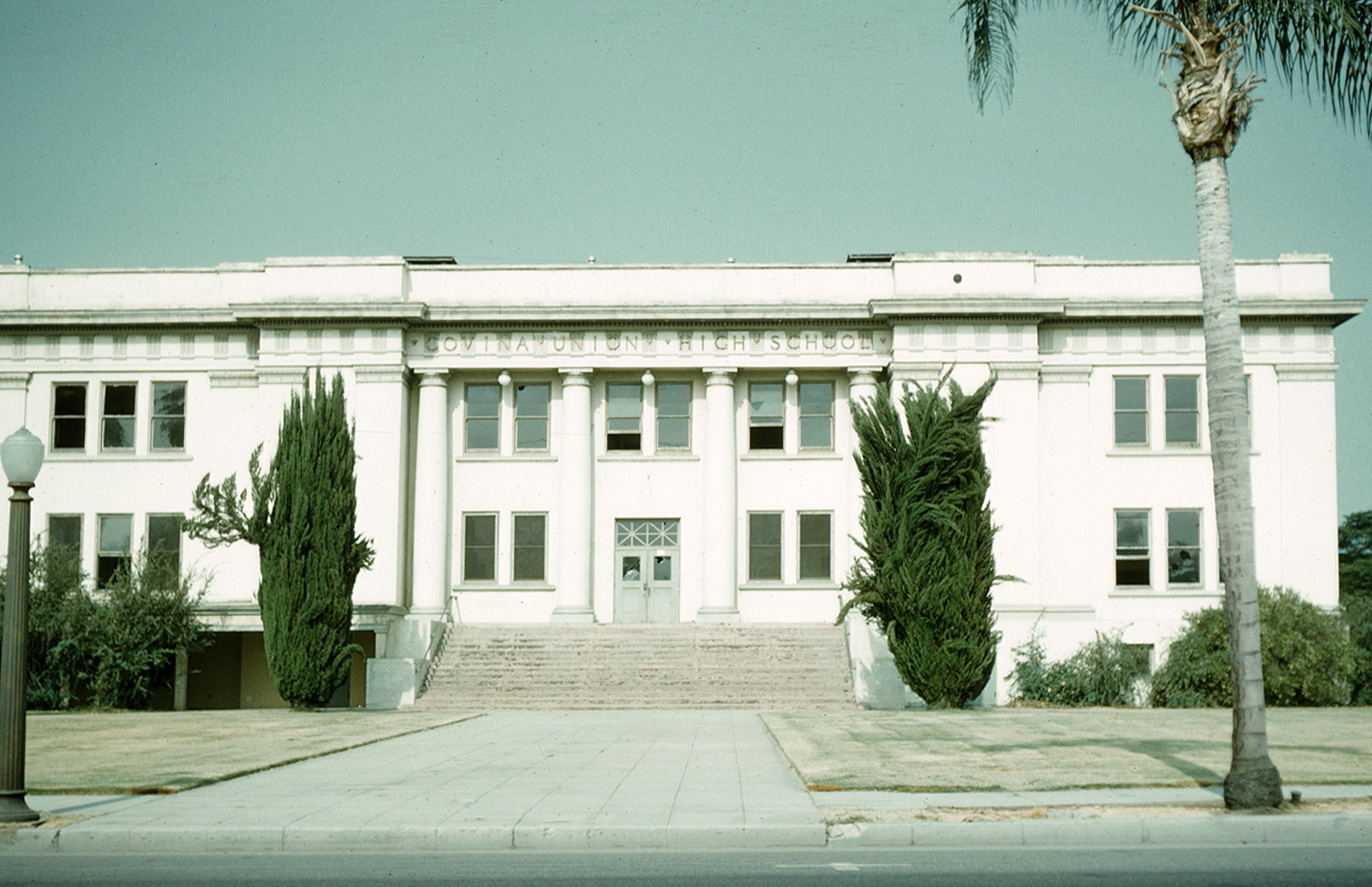
洛杉磯柯汶納高中舊照

藝術館建築興建於1902年，最初為柯汶納高中（Covina High School），因為當時高中生集中於當地小學的二樓教室學習，沒有專屬於高中的校舍，所以柯汶納市的學校董事會決定興建一棟獨立的高中建築物。6月時，董事會通過發行債券募集資金，於同年12月順利在聖伯納迪諾路（San Bernardino Road）與第二街的交叉口完成高中大樓的興建與啟用。
1909年，柯汶納高中決定搬遷至柑橘大道（Citrus Avenue），便將該建築物賣給了瑞德小學。1919年，因小學需要擴大操場，搬離街區，便將高中建築轉賣給共濟會（Freemasonry），他們將整棟建築物移到了學校街和第二街的西南角（即藝術館現址）。1920年，建築物經過改造裝修成為柯汶納共濟會會所（Covina Masonic lodge），共濟會持續使用該建築80多年，直到2012年轉手賣給藝術館的前身機構。該大樓在經過重新裝修布置後，於2014年的6月7日，第三世多杰羌佛文化藝術館正式開館。
第三世多羌佛文化藝術館是一個非營利機構，由美國洛杉磯一群景仰H.H.第三世多杰羌佛道德人品與藝術成就的人士自發籌資成立，與H.H.第三世多杰羌佛沒有任何關係。

## 宗旨
第三世多杰羌佛文化藝術館的宗旨，在於通過陳列H.H.第三世多杰羌佛文化、文學、哲學、藝術、科技等方面的成果，使參觀者得以了解H.H.第三世多杰羌佛於世所獲得的諸多榮譽與獎項，認識第三世多杰羌佛全方位的成就，學習祂將所能無私奉獻予社會的精神。
H.H.第三世多杰羌佛是經佛教界合法認證的佛陀，也是英國皇家藝術學院第一位獲得「Fellowship」職稱的國際藝術大師。2007年9月7日，美國湯姆·蘭托斯眾議員（Thomas Peter Lantos，1928年－2008年），在第110屆會期的第一次國事會議中提出：「邀請全體議員一同向被世界知名佛教大師們根據佛教轉世規則認證為多杰羌佛第三世，佛教始祖佛陀真身降世的第三世多杰羌佛致敬。」2011年1月，在H.H.第三世多杰羌佛獲得「2011年馬丁路德金國際服務及領袖獎」的第三天，美國首都華盛頓市葛瑞市長（Vincent C. Gray）親自簽署行文，宣布2011年1月19日定為「H.H.第三世多杰羌佛日」，號召華盛頓全體民眾與他一同向H.H.第三世多杰羌佛致敬。2011年6月14日，H.H.第三世多杰羌佛在美國國會金廳獲頒2010年世界和平獎元首級最高榮譽獎；美國國會參議院在2012年12月12日，以不記名全員通過的第614號決議文中，以H.H.冠名祝賀第三世多杰羌佛獲得2010年世界和平獎最高榮譽獎，表彰祂對世界各地不同社群人們所做出的廣泛人道主義貢獻。2018年5月15日，美國首都在國會升起了美國國旗向佛教最高領袖H.H.第三世多杰羌佛祝壽致敬。

## 館藏

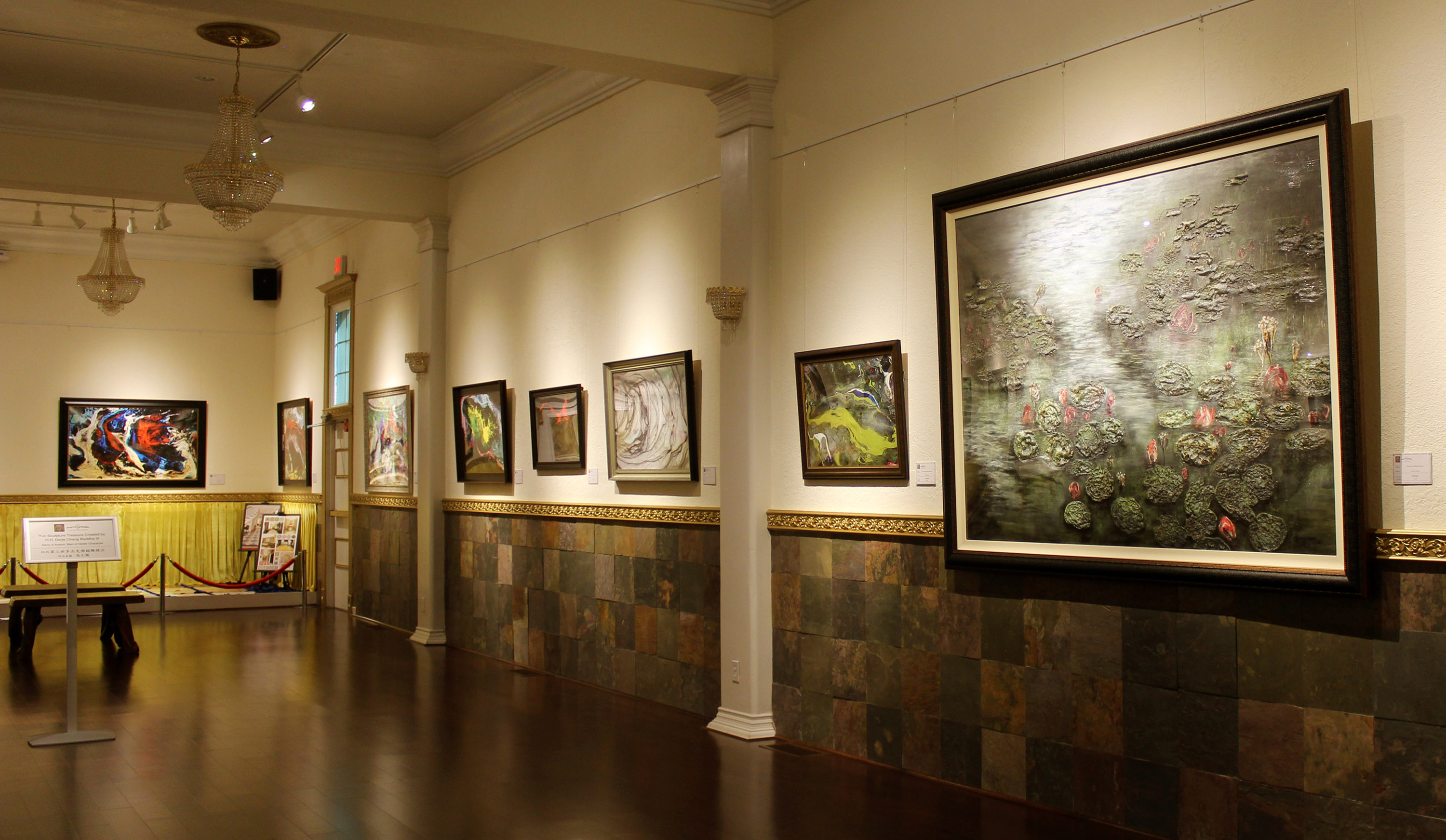
藝術館一樓大展廳

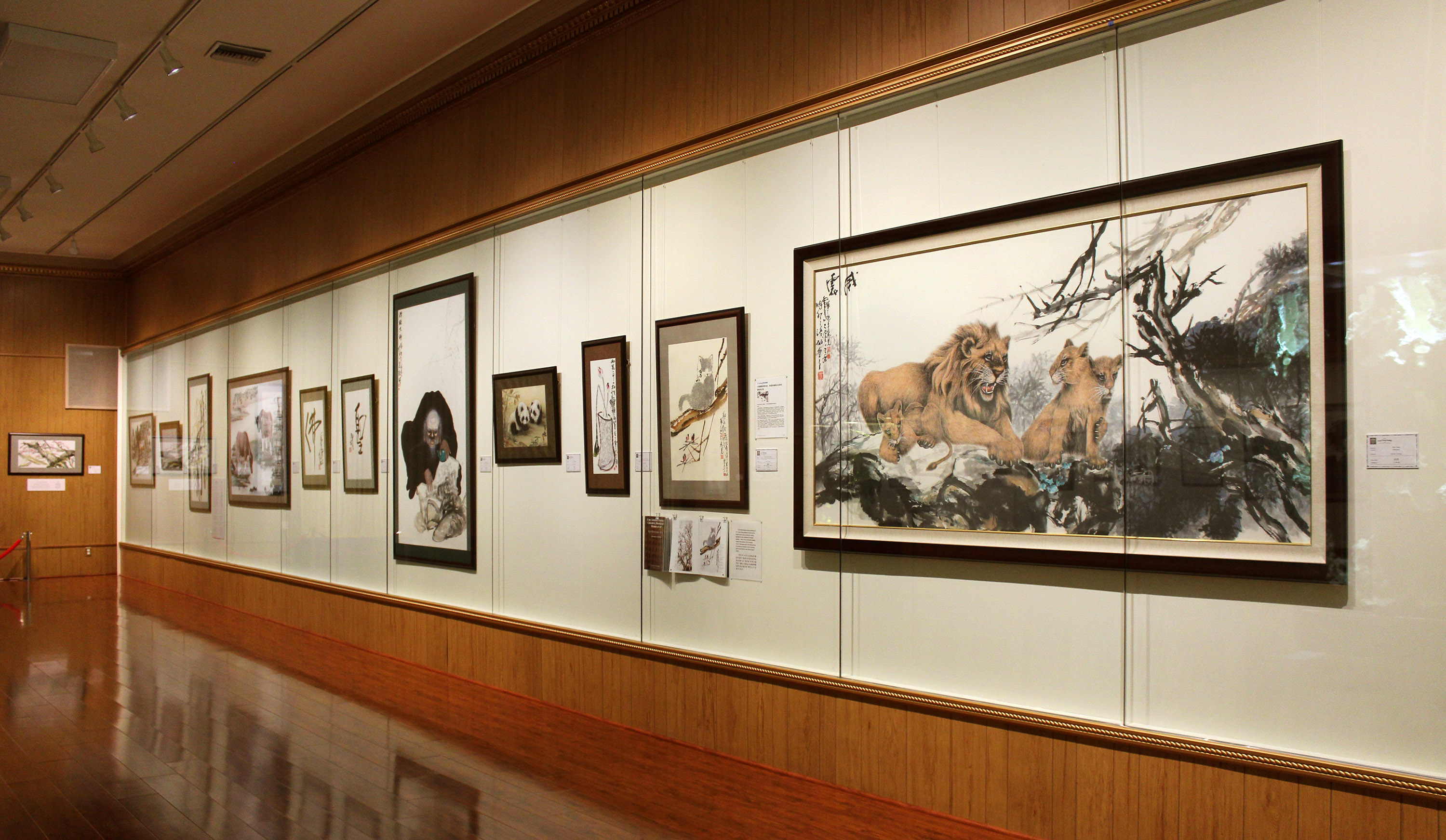
藝術館二樓大展廳

第三世多羌佛文化藝術館是一棟兩層樓式的古典建築物，藝術館的主要展廳有：一樓大廳、絕世珍寶室及名畫家魚廳，二樓大廳、中廳、長廊及聖蹟室，日常展出作品200餘件，全館免費對外開放參觀，是柯汶那市唯一的一座藝術博物館。

### 繪畫
藝術館所收藏的H.H.第三世多杰羌佛繪畫種類，於題材方面有：山水、花鳥、走獸、魚蟲、人物等；技巧方面含蓋工筆、寫意、潑墨等傳統水墨功底與西洋畫派現有的具象、抽象、印象及筆劃線條等畫派技法，並展出H.H.第三世多杰羌佛獨創的十六種全新畫派，其主要展出作品有：
- 超實派：有色澤、紋理、美感，都有如天然石頭的「彩繪瓷磚」[17]。
- 放發派：神韻天成，墨氣活而自然，生發出動態的放發墨韻效果，展出作品有《雄視》與《靈貓》[18]。
- 朦朧派：以虛實幻化筆意取物造型，得其似是而非，在筆觸和色韻上產生強烈的虛無縹緲筆意、虛實不定的朦朧筆趣，代表作品有《龍鯉鬧蓮池》與《蓮塘鯉魚》[18]。
- 微印派：為印象派風格，達到大幅畫中任其一小部份也是精緻的印象畫，表現精神夢幻中的感覺意境，展出有《蓮師洞中》、《天籟》等作品。
- 游絲派：為似如游絲細線勾勒的精細技法，展出作品有《釋經大師》。
- 獷細派：即是粗獷結合細微兩種不同技法，以最粗獷剛硬蒼勁的大寫結合微細工筆於一體，得之出神入化，曠中顯秀，代表作品為《威震》[19]。
- 厚堆派：以堆疊潑辣變化的色塊筆觸，體顯濃厚高度立體韻味，取其抽象和超現實的具象而用色，達到變化莫測、亂而不亂的藝境，代表作品有《蒼葉拋紅》與《向日葵》[20]。

### 韻雕

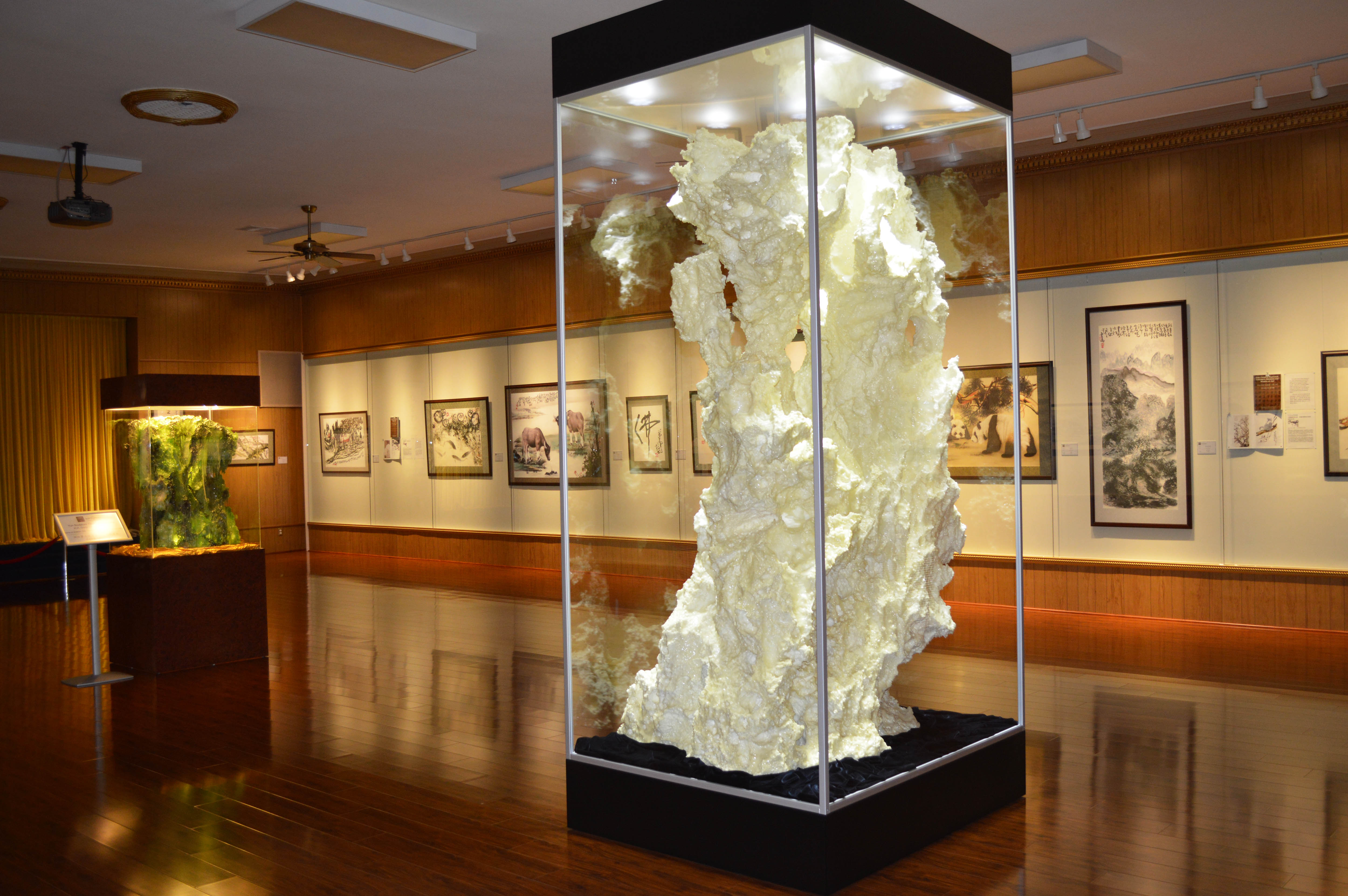
二樓大展廳展出的兩件韻雕作品：《玉乳山》與《綠玉雕紗棚》

韻雕（Yun Sculpture）是由H.H.第三世多杰羌佛所創造的一種新形式的雕塑藝術，其藝術特點有：第一，韻雕具有多維空間感，結構細膩而複雜，層次變化無窮，超越自然造化景緻，勝於天然礦石的存在與成色之美；第二，韻雕的石洞之美，色彩豐富斑斕，混然天成，其刀下所雕刻出的溶洞風光玄妙莫測；天然的祥雲霧氣於作品石洞中繚繞不散，是藝術史上能將氣體雕刻存形的雕塑藝術；第三，韻雕藝術也是一項無法被複製的藝術品。
在第三世多杰羌佛文化藝術館展出的韻雕作品共有七件，分別是展於一樓「絕世珍寶室」有「韻雕皇帝」美譽的《一石橫嬌》，與一樓大廳的《高士圖》；展於藝術館二樓的《玉乳山》、《綠玉雕紗棚》與《小不點》；還有二樓「聖蹟室」的兩件玄妙韻雕，一件是體積曾發生過神異變化，並公開懸賞成功複製可獲得美金5000萬獎金的《一柱擎天》，與作品體積不大，但探視洞中景色深不見底的《彩韻》。
僅管第三世多杰羌佛文化藝術館裡陳列的所有藝術品全部由H.H. 第三世多杰羌佛無償提供給藝術館做永久性的陳列展出，但H.H. 第三世多杰羌佛只是藝術品提供者，祂本人從未在該藝術館擔任任何性質的工作或顧問職務，也不擁有任何的股份產權 。

## 名畫家魚廳
「名畫家魚廳」是美國第一家專門展出以鯉魚為主題的水墨畫展覽廳，是由名畫家魚廳公司籌劃，向第三世多杰羌佛文化藝術館租借場地做長期性的展出。該魚廳所收納展出的水墨鯉魚畫作者，皆為近現代水墨畫鯉名家，具備中國國家一級美術師水平。如有：嶺南畫派創始人高劍父的《魚躍龍門》；有東方繪畫藝術院院長郭汝愚的《荷塘魚戲》；義大利歐洲學院院士吳青霞畫的《錦鱗游泳萬里程》；中國美術家協會副主席汪更新創作的《魚樂圖》；享受中國國務院國家特殊津貼的優秀專家陳永鏘的《春水撩人》等精品魚畫。同時，也展出由H.H.第三世多杰羌佛所畫，被評估為絕世神品的《龍鯉鬧蓮池》。

## 藝展活動
- 2016年6月19日，舉辦首屆「南加州高中藝術比賽」[26]。
- 2017年6月3日，舉辦「特殊需求青少年藝術作品展」[27]。
- 2017年10月28日，舉辦「洛杉磯長青藝術家畫展」[28]。
- 2018年6月19日，與柯汶納市政府合辦「2018年柯汶納兒童書籤設計大賽」[29]。
- 2019年1月26日，舉辦第二屆「洛杉磯長青藝術家畫展」[30]。

## 參觀資訊
- 開放時間：週二～週六 10：00AM～5：00PM；週日 9：30AM～12：00PM。
- 休館日：每週一及國定假日休館。
- 票價：免費參觀。

## 外部連結
- 第三世多羌佛文化藝術館 （页面存档备份，存于）
- 第三世多羌佛文化藝術館的Facebook專頁
- 第三世多羌佛文化藝術館 獲五星獎 （页面存档备份，存于）